# 包圭漪
包圭漪（英文：Cathy Bao Bean，1942年8月27日—），美籍华人女作家、移民研究者。以《筷子和叉子哲学：记忆和手艺》一书知名美国。

## 生平
籍浙江宁波鄞县，二战时于1942年8月27日生于后方桂林。父包新第系国民政府资源委员会驻美主将，台湾糖业巨擘、“台糖”副总裁。母方婉华是清朝文豪方苞之后。是包新第二女，姊包柏漪、妹包珊珊亦为美籍华人著名女作家，姐夫为美驻华大使(1985-1989)、资深外交家温斯顿·洛德。嫁本内特·比恩，为美国知名瓷塑家。
1946年，随父驻美，始移居美国。1949年，中国大陆政权更迭，与家人留居美国。早年入美国纽约布鲁克林区第八公立中学就学。1949年，随家人移居美国新泽西州艾尔伍德公园区居住。最后包氏在美国新泽西州博根郡之提內克定居，而包升入提内克高中。
包于1964年获得美国塔夫茨大學杰克逊学院获得文学士学位，后移居加州，于1969年在美国加州的克莱蒙特克莱蒙德研究生院（Claremont Graduate College）获得文学硕士学位，并赢得1965至1967年和1971至1972年丹福斯基金的肯特奖学金（Kent Fellowship）。
包再回新泽西州，于蒙特克莱尔州立大学讲授哲学，后又于20世纪80年代至90年代初的十余年间在宾夕法尼亚大学东斯特拉斯堡学院教授哲学。
包现任克莱蒙德研究生院校董，新泽西州人道协会会董，并是美国高等教育价值协会主席和美国岭谷保护协会创始人之一。

## 代表著作
- 《多念的托德》（英文：The Point with Mindy Todd）
- 《冒烟的培根烤肉秀》（英文：The Smoki Bacon Show）
- 《和罗恩·萨克森在雷达下》（英文：Under the Radar with Ron Saxon）
- 《繁音繁景》（英文：Many Voices, Many Visions）
- 2002年出版《筷子和叉子哲学：记忆和手艺》（英文：The Chopsticks-Fork Principle: A Memoir and Manual），记叙自己和家庭在二战前后中美两国的传奇经历，探讨美国移民历史，是畅销著作[1][3]。香港又译作《筷子桌和叉子桌》[4]。